# Vitis californica
Vitis californica, tên thường gọi là nho dại California hay nho Thái Bình Dương, là một loài nho hoang dã được tìm thấy trên khắp bang California (Hoa Kỳ), cũng như một phần ở bang Oregon. Loài này mọc nhiều nhất ở hai bên bờ sông Sacramento - con sông dài nhất của bang California.
V. californica mọc ven bờ sông và suối, phát triển mạnh ở những khu vực ẩm ướt. Tuy nhiên, giống như hầu hết các cây bản địa khác ở California, nó có thể chịu được điều kiện khô hạn.

## Mô tả

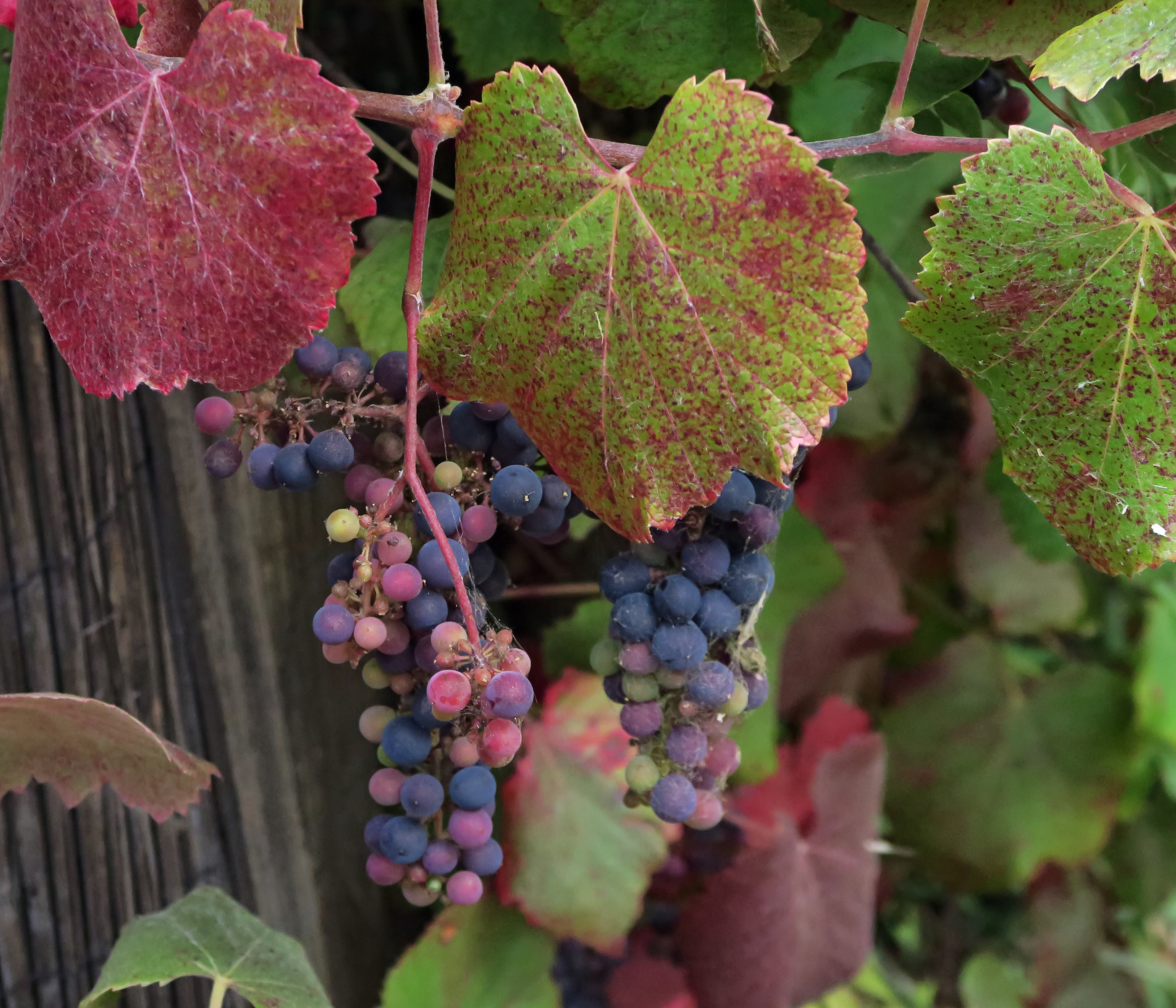
Nho lai Vitis californica x viniferea

V. californica là một loài nho rụng lá theo mùa, có thể phát triển dài hơn 10 mét, có lông tơ khi cây còn nhỏ. Nó sẽ leo lên những cây khác xung quanh và phủ mặt đất bằng những sợi dây leo xoăn tít mọc đầy lá. Lá màu xanh bóng, có răng cưa; vào mùa thu, chúng sẽ ngả sang sắc cam và vàng. Hoa của V. californica đơn tính, nở vào tháng 5 - 6. Trái màu tím, nhỏ, đường kính hơn 8 mm, kết thành chùm, vị thường chua nhưng vẫn ăn được.

## Sử dụng

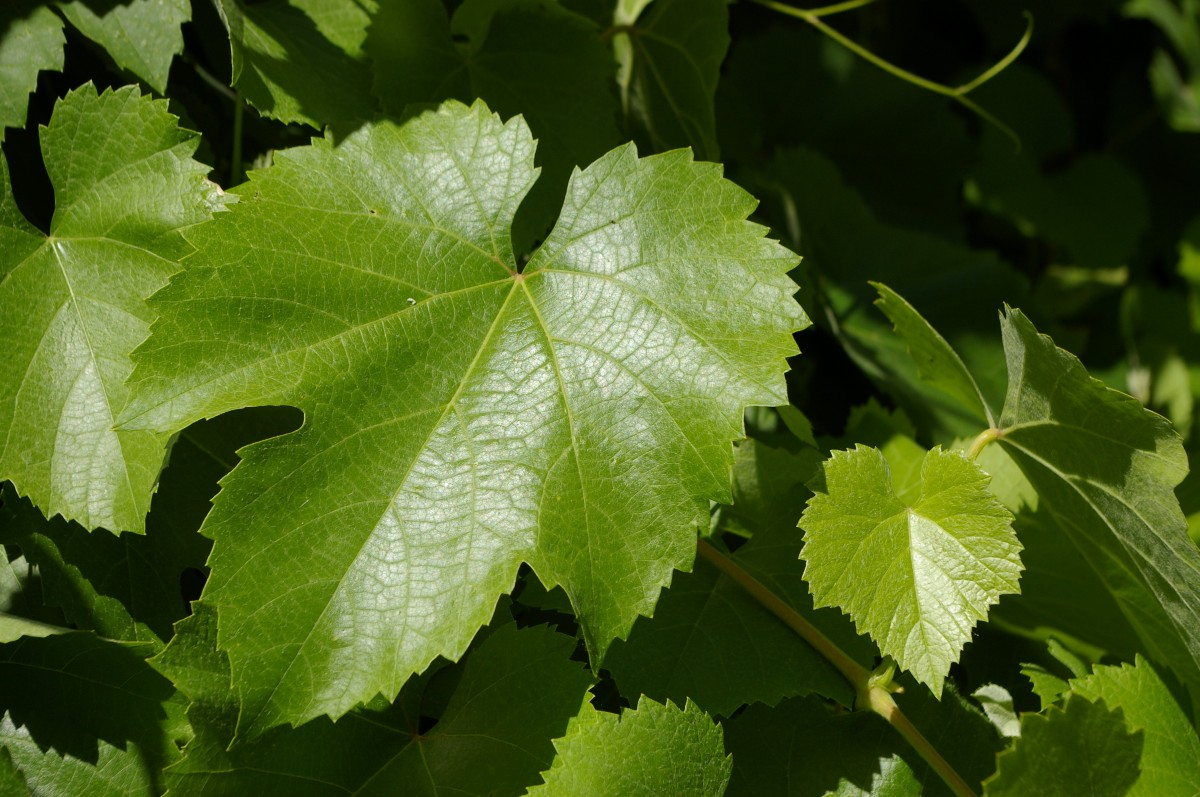
Lá non của loài nho dại Califonia

V. californica rất khỏe, bởi vậy các nhà trồng nho thường ghép nó với giống nho để làm rượu vang của họ, Vitis vinifera. Cũng chính vì sự sinh trưởng mạnh mẽ này mà ở những nơi khác, V. californica được xem là một loài cỏ dại có hại.
Tuy nhiên, V. californica cũng được trồng làm cây cảnh trong các vườn cây do màu sắc khá đẹp của lá khi sang thu. Quả sau khi thu hoạch thường được dùng làm mứt hoặc ép làm nước; đây cũng là một nguồn thức ăn quan trọng cho nhiều loại động vật hoang dã, đặc biệt là chim và các động vật có vú nhỏ như sóc.